# SN 2011hm
SN 2011hm – supernowa typu II odkryta 27 października 2011 roku w galaktyce M-01-06-31. W momencie odkrycia miała maksymalną jasność 18,80m.